# Dąbie (stad)
Dąbie is een stad in het Poolse woiwodschap Groot-Polen, gelegen in de powiat Kolski. De oppervlakte bedraagt 8,86 km², het inwonertal 2128 (2005).